# Efekt blízkosti
Efekt blízkosti označuje v sociální psychologii tendenci navazovat vztahy s lidmi, které dotyční často vídají, přestože se mnohdy názorově rozcházejí. Konceptem se zabýval Leon Festinger. Efekt blízkosti podle něj vychází z tvrzení, že fyzická blízkost hraje v navazování vztahů mnohem větší roli než blízkost názorová. V dnešní době má praktické uplatnění zejména fakt, že komunikace tváří v tvář má větší efekt než komunikace přes telefon, SMS, e-mail či sociální sítě.